# Borderline (album van Mirage)
Borderline is het derde muziekalbum van de Franse band Mirage. De titel van het album en een deel van de nummers verwijzen naar de angstverschijnselen van de borderlinestoornis. Qua muziek verwijdert Mirage zich meer en meer van haar "basis", de muziek van Camel. Er zijn invloeden hoorbaar van King Crimson en Pink Floyd. Het album is opgenomen in Marignane, van mei tot december 2007. Hoewel de kazoo in de lijst van gebruikte muziekinstrumenten genoemd wordt, is het instrument in de eindmix geschrapt.

## Musici
- Stephan Forner – gitaar, zang
- Cyrille Forner – basgitaar, achtergrondzang
- Joe Mondon – slagwerk, percussie
- Phillipe Duplessy – keyboards, achtergrondzang, kazoo
- Agnes Forner – dwarsfluit, achtergrondzang

## Composities
Allen van de band:
1. "Ordinary Madness" (9:58)
2. "Nothing Stops Me" (12:41)
3. "Compulsion" (11:27)
4. "Heads Up" (10:23)
5. "When I Play"
  1. "When I Play (Part 1)" (1:12)
  2. "I Saw You" (6:17)
  3. "The Girl With the Sun in Her Hair" (2:07)
  4. "Blue Pill" (4:36)
  5. "When I Play" (Part 2) (8:05)